# Andrzej Zakrzewski (prawnik)
Andrzej Jerzy Zakrzewski (ur. 1955) – polski prawnik, profesor nauk prawnych, historyk prawa, nauczyciel akademicki Wydziału Prawa i Administracji Uniwersytetu Warszawskiego. Specjalizuje się w dziejach prawa i ustroju Wielkiego Księstwa Litewskiego.

## Życiorys
W 1989 uzyskał na Wydziale Prawa i Administracji UW stopień doktora nauk prawnych na podstawie rozprawy pt. Położenie społeczne i prawne Tatarów w Wielkim Księstwie Litewskim XV–XVIII w. (promotor: Juliusz Bardach). W 2001 otrzymał na tym samym Wydziale stopień doktora habilitowanego nauk prawnych w zakresie prawa, specjalność: historia państwa i prawa, na podstawie dorobku naukowego oraz monografii pt. Sejmiki Wielkiego Księstwa Litewskiego XVII–XVIII wieku. Ustrój i funkcjonowanie: sejmik trocki. W 2014 roku uzyskał tytuł naukowy profesora nauk prawnych.
W latach 2002–2012 pełnił funkcję dyrektora Instytutu Historii Prawa WPiA UW. Od 2003 r. kierownik Zakładu Historii Prawa i Ustroju Polskiego w  IHP UW.  Jest przewodniczącym Komisji Lituanistycznej przy Instytucie Nauk Historycznych PAN. Redaktor naczelny utworzonego w 2015 czasopisma „Rocznik Lituanistyczny”. Członek Towarzystwa Naukowego Warszawskiego.
Jest członkiem Komitetu Redakcyjnego „Czasopisma Prawno-Historycznego”.

## Wybrane publikacje
- (wstęp) Konstytucja Republiki Litewskiej przyjęta przez obywateli Republiki Litewskiej w referendum przeprowadzonym 25 października 1992 roku, tł. z lit. Henryk Wisner, wstęp Andrzej B. Zakrzewski, Warszawa: Wydawnictwo Sejmowe 1994 (wyd. 2 – 2000, wyd. 2 zm. i uaktual. – 2006).
- Sejmiki Wielkiego Księstwa Litewskiego XVI–XVIII w. Ustrój i funkcjonowanie – sejmik trocki, Warszawa: „Liber”, 2000.
- (redakcja) Praktyka życia publicznego w Rzeczypospolitej Obojga Narodów w XVI–XVIII wieku: materiały XVIII Konferencji Komisji Lituanistycznej przy Komitecie Nauk Historycznych PAN w dniach 22–23 września 2009 roku, pod red. Urszuli Augustyniak i Andrzeja B. Zakrzewskiego, Warszawa: Wydawnictwo Neriton 2010.
- Wielkie Księstwo Litewskie (XVI–XVIII w.). Prawo, ustrój, społeczeństwo, Warszawa: Campidoglio, 2013[5][6].